# Хьюстон, Нил
Нил В. (Вуди) Хью́стон (англ. Neil W. Houston, "Woody"; род. 19 января 1957, Калгари, Альберта) — канадский кёрлингист, тренер по кёрлингу.
В составе мужской сборной Канады участвовал в демонстрационном турнире по кёрлингу на зимних Олимпийских играх 1988, стал бронзовым призёром.
В «классическом» кёрлинге (команда из четырёх человек одного пола) в основном играл на позиции второго.
В 1992 году ввёден в Зал славы канадского кёрлинга.

## Достижения
- Кёрлинг на зимних Олимпийских играх: бронза (1988).
- Чемпионат мира по кёрлингу среди мужчин: золото (1986).
- Чемпионат Канады по кёрлингу среди мужчин: золото (1986), серебро (1983), бронза (1980, 1984).
- Канадский олимпийский отбор по кёрлингу: золото (1987).
- Чемпионат мира по кёрлингу среди юниоров: золото (1976).
- Чемпионат Канады по кёрлингу среди юниоров: золото (1975).

## Команды
| Сезон   | Четвёртый       | Третий           | Второй           | Первый         | Запасной  | Турниры              |
| ------- | --------------- | ---------------- | ---------------- | -------------- | --------- | -------------------- |
| 1975    | Paul Gowsell    | Нил Хьюстон      | Глен Джексон     | Kelly Stearne  |           | ЧКЮ 1975             |
| 1976    | Paul Gowsell    | Нил Хьюстон      | Глен Джексон     | Kelly Stearne  |           | ЧМЮ 1976             |
| 1979—80 | Paul Gowsell    | Нил Хьюстон      | Глен Джексон     | Kelly Stearne  |           | ЧК 1980              |
| 1980—81 | Эд Лукович      | Майк Чернофф     | Нил Хьюстон      | Брент Сайм     |           |                      |
| 1982—83 | Эд Лукович      | Майк Чернофф     | Нил Хьюстон      | Брент Сайм     |           | ЧК 1983              |
| 1983—84 | Эд Лукович      | Джон Фергюсон    | Нил Хьюстон      | Брент Сайм     |           | ЧК 1984              |
| 1985—86 | Эд Лукович      | Джон Фергюсон    | Нил Хьюстон      | Брент Сайм     | Уэйн Харт | ЧК 1986 · ЧМ 1986    |
| 1988    | Эд Лукович      | Джон Фергюсон    | Нил Хьюстон      | Брент Сайм     | Уэйн Харт | КООК 1987 · ЗОИ 1988 |
| 1992—93 | Эд Лукович      | Джон Фергюсон    | Frank Morissette | Нил Хьюстон    |           |                      |
| 1996—97 | Jeff McCrady    | Нил Хьюстон      | Steve Doty       | Simon Turner   |           |                      |
| 1999—00 | Jeff McCrady    | Jim Hunker       | Morgan Currie    | Нил Хьюстон    |           |                      |
| 2007—08 | Dave Merklinger | Нил Хьюстон      | Тайрел Гриффит   | Andrew Bilesky |           |                      |
| 2010—11 | Dave Merklinger | Frank Morissette | Нил Хьюстон      | Ryan LeDrew    |           |                      |

(скипы выделены полужирным шрифтом)

## Результаты как тренера национальных сборных
| Год  | Турнир                                                        | Сборная                           | Место |
| ---- | ------------------------------------------------------------- | --------------------------------- | ----- |
| 2025 | Чемпионат мира по кёрлингу среди юниорских смешанных пар 2025 | Бразилия (юниоры, смешанная пара) | 27    |